# Air Metal AM-C 111
L'Air Metal AM-C 111 era un bimotore a turboelica da trasporto tattico o civile di costruzione tedesca, realizzato nel corso degli anni settanta del XX secolo e rimasto allo stadio di prototipo a causa delle difficoltà finanziarie incontrate nella sua realizzazione.

## Storia del progetto
Nel corso del 1969 la ditta Air Metal di Ellermühle, di proprietà di Wolfgang Grabowski, iniziò la progettazione di un velivolo da trasporto civile a 20 posti, che fu designato AM-Z 102T. Questo aereo doveva essere propulso o da due turboeliche Garrett TPE331-201 o da 4 innovativi, motori wankel Daimler-Benz da 330 hp. A quell’epoca Grabowski compì un approfondito studio sul futuro del trasporto merci e passeggeri nei paesi del terzo mondo, stimando il fabbisogno per gli anni successivi di 3 000 nuovi aerei, con cui sostituire gli onnipresenti Douglas DC-3 e Curtiss C-46 Commando ancora in servizio sulle rotte commerciali. I componenti tecnici del velivolo sarebbero stati costruiti nella Germania Occidentale, e successivamente trasportati presso uno dei 14 concessionari da individuare nel mondo, e lì assemblati e collaudati. Ciò avrebbe ridotto di molto le spese di costruzione e trasporto, creato lavoro in aeree disagiate e trasferito tecnologia alle locali industrie aeronautiche. L’aereo che derivò da questo studio fu una evoluzione del precedente modello Z102, ed ottenne la denominazione di AM-C 111 Stol-Lifter.  Si trattava di un velivolo con peso massimo al decollo di 5 670 kg, propulso da due turboelica Turbomeca Astazou 16  eroganti la potenza di 1 088 e.s.h.p. al livello del mare, ed azionanti eliche tripala metalliche Ratier da 3,2 m di diametro.  Nel contempo fu avviato anche lo studio per una versione dotata di cabina pressurizzata, designata AM-C 112.
Per la vendita nei mercati extraeuropei, in particolare in quello americano, venne studiata l’installazione di propulsori Turbomeca Astazou 14 da 800 e.s.h.p., Garrett-AiResearch TPE331-3 da 904 e.s.h.p., Pratt & Whitney of Canada PT6A-27 da 715 e.s.h.p. o PT6A-45 da 903 e.s.h.p.  Inoltre l’AM-C 111 avrebbe dovuto essere molto più economico di altre macchine,  e per ottenere questo risultato si pensò di adottare molti componenti standard già disponibili sul mercato aeronautico.
La Air-Metal annunciò di volere costruire due prototipi e una cellula per i collaudi strutturali, e una prima preserie di 14 esemplari. La costruzione del primo velivolo, avviata privatamente dalla fabbrica con un investimento di 13 milioni di marchi (di cui 9,5 provenienti da azionisti privati, 2 investiti a rischio dei fornitori e 1,5 reperiti presso le banche), iniziò nell’agosto 1972 presso lo stabilimento di Landshut con l’impiego di circa 70 tecnici.

## Descrizione tecnica
Lo Air Metal AM-C 111 era un velivolo da trasporto civile, destinato a trasportare venti passeggeri oppure merci, monoplano, bimotore.  La configurazione alare vedeva un’ala alta di apertura pari a 19 m e superficie di 37 m², dotata di profilo NACA 23015 nella parte centrale e NACA 23012 verso le estremità. Il peso a vuoto era di 3 100 kg, mentre quello massimo al decollo di 5 670 kg. La fusoliera non aveva sezione circolare, ma semiellittica presso la cabina di pilotaggio, e terminava con un impennaggio di coda a forma di T.
La propulsione era affidata a due turboelica Turbomeca Astazou XVI eroganti la potenza di 1 088 shp a livello del mare, ed azionanti eliche tripala metalliche Ratier del diametro di 3,2 m.  I tre serbatoi, posizionati nelle ali avevano una capacità totale di 1 700 litri di carburante, e a richiesta potevano essere installati due ulteriori serbatoi che portavano la capacità massima a 2 400 litri. La cabina passeggeri, lunga 5,2 m, larga 2,5 m, ed alta 1,9 m, conteneva fino a 20 posti, e poteva essere dotata di sistema di pressurizzazione che, però, riduceva il carico utile di 100 kg. Nella versione trasporto merci, tramite il portellone posteriore azionato idraulicamente, dotato di rampa di carico, largo 2 m ed alto 3,2, si potevano trasportare due container LD-1 o LD-3, una Land Rover o un minibus per un carico massimo di 1 900 kg nella versione passeggeri, e 2 150 kg in quella merci. Sul lato sinistro della fusoliera, appena dietro la cabina di pilotaggio, vi era il portello di carico passeggeri, largo 70 cm ed alto 1,4 m. Nella prevista versione aeroambulanza si potevano trasportare 12 feriti barellati e tre assistenti.
Le prestazioni vedevano una velocità massima di 375 km/h, mentre quella di crociera era di 355 km/h (340 km/h in modalità economica).  La velocità di stallo era di 148 km/h a flap chiusi, e 115 km/h a flap aperti. La corsa di decollo era di 195 m (395 su ostacolo di 15 m), mentre quella di atterraggio di 115 m (195 su ostacolo di 15 m).
Il carrello d'atterraggio Messier era triciclo anteriore, completamente retrattile, con le due ruote principali che rientravano in appositi vani al di sotto della parte centrale della fusoliera, mentre il ruotino anteriore, munito di doppia ruota, sterzabile, rientrava nella parte anteriore, al di sotto della cabina di pilotaggio.   All’estremità della prua vi era l’alloggiamento del radar di navigazione.

## Impiego operativo
Dopo aver ottenuto un carnet di ordini di cento macchine, e speso 12,5 milioni di marchi, la mancata erogazione di 5 milioni di marchi da parte del governo federale tedesco, costrinse la fabbrica ad abbandonare il programma il 31 gennaio 1976, dichiarando poi bancarotta. A quella data il primo prototipo era quasi terminato, completo al 75%, e fu abbandonato in un angolo dello stabilimento per i successivi dieci anni.
Wolfgang Grabowski si spense nel 1989, e la sua famiglia ereditò i diritti sull'aereo, che nel frattempo era stato trasferito in un capannone nei pressi di Niederaichbach. All'inizio degli anni novanta, dopo la dissoluzione dell'Unione Sovietica, ci fu un tentativo di rivitalizzare il progetto in Russia, ma anche questo tentativo, compiuto da una piccola azienda, fallì a causa della mancata erogazione di fondi da parte del governo russo.
Nell’estremo tentativo di salvare il prototipo Lutz Grabowski e Manfred Gebel ebbero l'idea di donarlo ad un museo, e riuscirono contattare il Presidente della Società tedesca per la conservazione degli aeromobili storici Manfred Franzke che interessò il Deutsches Technikmuseum di Berlino. Nel corso del 2005 il prototipo fu trasportato a Berlino su diversi semirimorchi, per essere ricoverato in un deposito del Museo in attesa del definitivo restauro e della successiva esposizione.

### Turchia
Nel 1975 il governo di Ankara ordinò 50 esemplari di una apposita versione migliorata TC-111 per la propria aeronautica militare, parzialmente da montare in loco a Kayseri. Il motore selezionato era il Pratt & Whitney Canada PT6-45 di produzione francese, mentre i sistemi elettronici provenivano dal Canada e dalla Germania. Il peso a pieno carico era di 8 000 kg, con un raggio d’azione di 2 000 km.  L'ordine venne successivamente annullato per il mancato completamento del programma di costruzione del prototipo.

## Versioni
- AM-C 111: versione da trasporto civile dotata di propulsori Turbomeca Astazou 16.
- AM-C 112: prevista versione da trasporto civile con cabina pressurizzata.
- TC-111: prevista versione da trasporto militare per la Türk Hava Kuvvetleri dotata di propulsori Pratt & Whitney of Canada PT-6-45[1].
- Myasishchyev MM-1: prevista versione di produzione russa, non realizzata.

### Annotazioni
1. ↑  La denominazione intera era Air-Metal Flugzeugbau und Entwicklungs-GmbH & Co. Betriebs-KG, Ringstrasse 17, 8058 Erding
2. ↑  Posizionati in nord e sud America, Filippine, Giappone, Australia e Africa.
3. ↑  Secondo la testimonianza di uno dei tecnici della ditta, Manfred Gebel, lo sviluppo di un aereo di queste dimensioni costava almeno 250 milioni di marchi dell’epoca.
4. ↑  La cabina passeggeri aveva una cubatura utile di 20,8 m³.
5. ↑  In particolare il modello AM-C 111 suscitò gli interessi della compagnia di bandiera etiopica Ethiopian Airlines.

### Fonti
1. 1 2 3 4 5 6 7 8 9  Flight International n.3465, 7 august 1975, p. 181.
2. 1 2  Flight International n.3573, 3 september 1977, p. 687.
3. 1 2 3 4 5 6 7 8 9 10  Flight International n.3331, 11 january 1973, p. 58.
4. 1 2 3  Stemp 2014, p. 7.
5. ↑  Flight International 25 February 1971.
6. 1 2 3 4 5 6 7 8 9 10 11 12 13 14 15  Flight International n.3331, 11 january 1973, p. 59.
7. 1 2 3 4  Sigrid Hagl, Ausführlicher Bericht: AM-C 111 in Landshuter Zeitung del 5 november 2005.

### Periodici
- (EN) The Air Metal AM-C 111 Stol Lifter, in Flight International, n. 3331, London, IPC Business Press Ltd., 11 january 1973,  pp. 58-59.
- (EN) Fresh Impetus for AM-C 111 Stol Lifter, in Flight International, n. 3465, London, IPC Transport Press Ltd., 7 august 1975,  p. 181.
- (EN) Air Metal seeks buyer, in Flight International, n. 3573, London, IPC Business Press Ltd., 3 september 1977,  p. 687.
- (DE) Verluste gesichert, in Der Spiegel, n. 48, 21 november 1972.